# Mwendo Dawa
Mwendo Dawa ist eine schwedische Fusion- und Jazzband, die seit 1974 besteht.

## Etymologie
Mwendo Dawa kommt aus der Suaheli-Sprache und bedeutet „der Weg zu einem besonderen Ziel“. Das hat sich als ein sehr passender Name erwiesen, da die Band immer auf der Suche nach neuen Ausdrucksmöglichkeiten war.

## Geschichte
Als die Gruppe in den 1970er Jahren von Keyboarderin Susanna Lindeborg und Saxophonist Ove Johansson gegründet wurde, waren sie so etwas wie Pioniere, wenn es darum ging, den Ausdruck von Jazz und traditionellen Instrumenten mit den Möglichkeiten zu kombinieren, die die neuen Instrumente der damaligen Zeit boten. Die erste Ausgabe von Mwendo Dawa griff Möglichkeiten der afrikanischen Musik auf (daher der Name der Band in einer afrikanischen Sprache). Die Besetzung war Saxophon, Fender Rhodes, Gitarre, E-Bass und drei Schlagzeuger, zunächst unter anderem Albert Heath. Wie in der afrikanischen Musik wurden verschiedene Rhythmen kombiniert, etwa 4/4, 12/8 und 18/8. Jeder Schlagzeuger hielt seinen eigenen Rhythmus und jedes Melodieinstrument spielte zusammen mit einem der Schlagzeuger. Deshalb konnte man jeden dieser Beats zur gleichen Zeit finden und hören. Bald kam es zu Auftritten in Schweden, Norwegen, Dänemark und Polen, etwa auf dem Jazzfestival in Wroclaw.
1978 wurde Mwendo Dawa umstrukturiert. Nun als Quintett mit nur noch einem Schlagzeuger veröffentlichte es sein erstes Album bei Sonet Records. 1979 kam es zum großen Durchbruch auf dem Jazz Festival Montreux (auf dem eine Live-LP aufgenommen wurde sowie ein Video). Zu dieser Zeit spielte neben den Leitern und dem Schlagzeuger David Sundby Gitarrist Ulf Wakenius und Bassist Anders Jormin in der Gruppe. In diesen Jahren gab es viele Tourneen, zuerst in Europa, aber ab 1982 auch in den USA, wo das Ensemble nicht nur in New York, sondern auch in Kalifornien auftrat. 1981 verließ Wakenius die Band, die als Quartett weitermachte. 1982 wechselte für Jormin Lars Danielsson ein.
In den 1980er Jahren entwickelte Mwendo Dawa seine Musik mit der Mischung aus akustischen und elektronischen Instrumenten weiter: Midi, Sequenzer, Sampler erhielten Einzug, später auch Sounddesign. 1985 wurde die Bassistenstelle neu besetzt mit Stefan Pettersson; die Band erhielt nun den Ruf einer Jazzschule, die bereits Musiker wie die Bassisten Anders Jormin und Lars Danielsson und der Gitarrist Ulf Wakenius durchlaufen hatten.  1987 kam Bassist Sergei Muchin in die Gruppe, dessen Platz Mitte der 1990er Jahre Jimmi Roger Pedersen einnahm, der der Band wie Schlagzeuger Sundby bis heute angehört.
Zu den Kennzeichen von Mwendo Dawa gehörte weiterhin die Mischung von akustischen mit elektronischen Instrumenten; zum Synthesizer kamen seit Ende der 1980er Jahre EWI und dann Laptop hinzu. Musikalisch arbeitet die Band nun mit Improvisation in serieller Technik mit elektroakustischem Hintergrund, aber mit groovebasiertem rhythmischen Ansatz. Die Musik zwischen zeitgenössischem Jazz, Improvisationsmusik und Fusion zeichnet sich durch eine große Portion Humor und spannende Einfällen aus.
Bedingt durch den Tod des Co-Leaders Ove Johansson schrumpfte die Besetzung in den letzten Jahren auf ein Trio.

## Diskographie
- Basic Lines (Sonet, 1979)
- Live at Montreux (Dragon, 1980)
- Mwendo Dawa80 (Dragon, 1981)
- Free Lines (Dragon, 1981)
- New York Lines (Dragon, 1982)
- Four Voices (Dragon, 1983)
- Street Lines (Dragon, 1984)
- Mwendo Dawa at Northsea Jazz Festival (Dragon, 1984)
- City Beat (Dragon. 1985)
- Dimensions (Dragon, 1987)
- Human Walk (Dragon, 1988)
- Live Is Here Again (LJ Records, 1990)
- The New Scene (LJ Records, 1993)
- Enter the Outloop (LJ Records, 1995)
- Breathing Clusters (LJ Records, 1998)
- Live in Göteborg (LJ Records, 2001)
- Time Sign (LJ Records, 2003)
- Live at Fasching (LJ Records, 2006)
- A Taste of Four Free Minds (LJ Records, 2008)[6]
- Mwendo Dawa Music (LJ Records, 2012)
- Silent Voice (LJ Records, 2018)[1]
- Melodic Hope (LJ Records, 2025)